# Cementerio de Los Ilustres

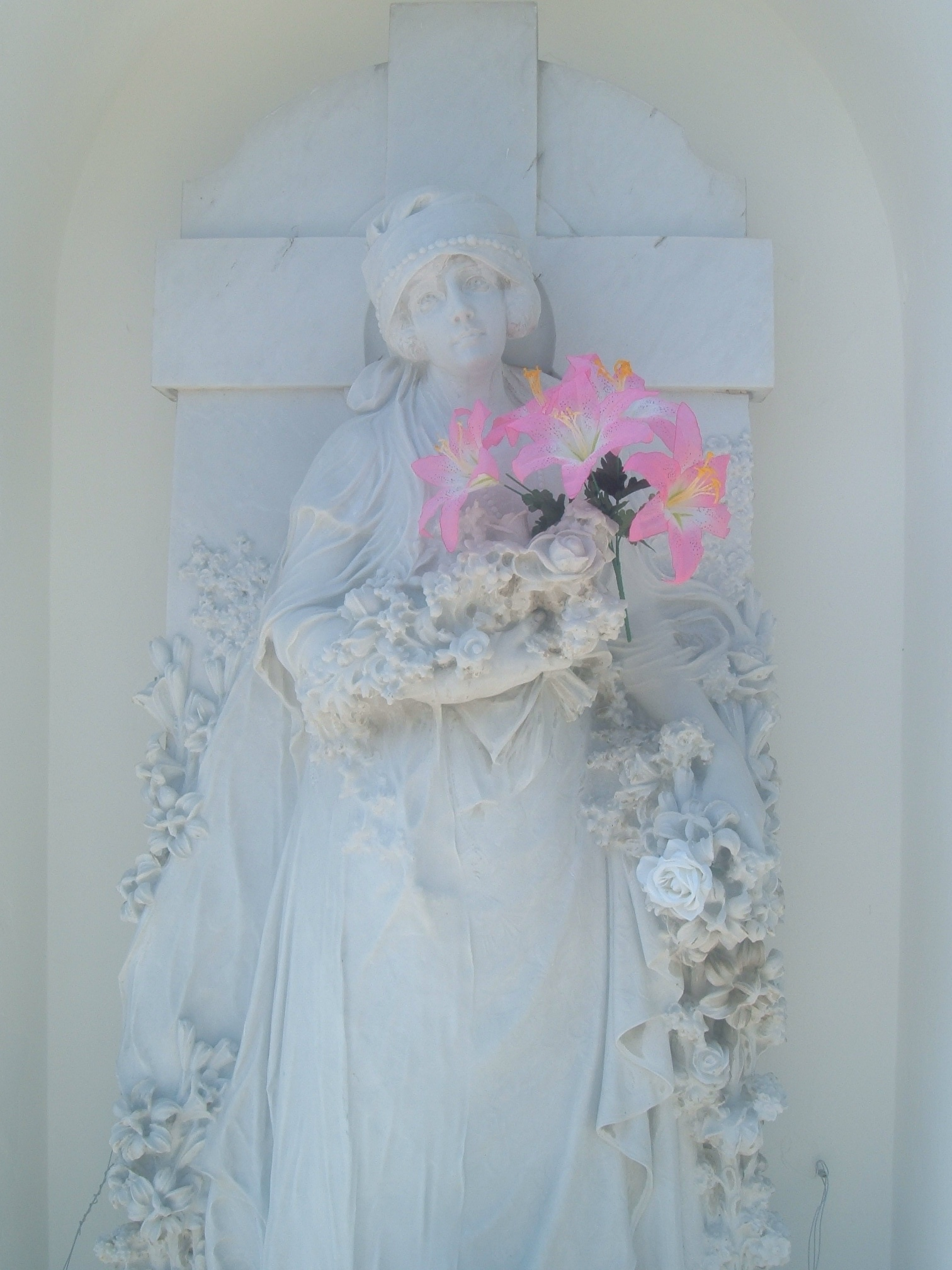
Escultura conocida popularmente como "La Novia".

El Cementerio de Los Ilustres está ubicado en la ciudad de San Salvador, El Salvador. Forma parte del área que comprende el Cementerio General de San Salvador junto al Cementerio de La Bermeja.

## Generalidades
El cementerio general fue bendecido por el obispo Tomás Occeli el 26 de agosto de 1849 como el primer camposanto civil en El Salvador. En ese lugar ya se encontraba el mausoleo del presidente de la República Federal de Centro América, Francisco Morazán, cuyos restos habían sido trasladados desde Costa Rica. Sin embargo, en el año 1882, durante la administración del presidente Rafael Zaldívar, fue erigido un segundo mausoleo del caudillo liberal, ya que el primero había sido dañado por el terremoto del año 1873. La denominación de la zona fue cambiada a “Panteón de los Grandes Hombres” en 1913, tras la sepultura del presidente Manuel Enrique Araujo, pero con el tiempo terminó siendo conocido como de “Los Ilustres”.

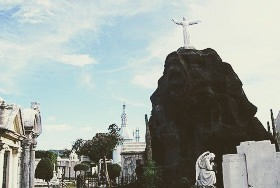
Tumba del dr Manuel Enrique Araujo Situada en el cementerio los ilustres, San Salvador, El Salvador

El cementerio aloja diversas esculturas de mármol blanco y mausoleos de valor artístico que guardan los restos de miembros de familias pudientes de San Salvador. Muchas de las obras fueron pedidas en el extranjero, especialmente en Génova, Italia, a reconocidos artistas como Francisco Durini. Se hallan una variedad de figuras ángeles en diferentes poses; escenas religiosas como La Piedad; algunas de tamaño monumental y otras con características peculiares que denotan el estatus de la familia o los antecedentes en vida del difunto. Muchas de ellas se han vuelto parte del paisaje del lugar y de la memoria popular. Entre ellas cabe mencionar la figura de Luperca amamantando a Rómulo y Remo en el mausoleo de la Assistenza Italiana (llamada popularmente "La Loba"); y la conocida como “La Novia”, una escultura de Lidia S. Cristales de López, fallecida en 1924 a los seis meses de contraer matrimonio.
Entre otras esculturas relevantes se encuentran un avión en la tumba del piloto Enrico Massi; la de una moto en la cima de un sepulcro, en honor a José Francisco Sandoval, motociclista salvadoreño; una escena conocida como “Los Gemelos”, en la que un ángel aparenta tomar a dos pequeñas hermanas para llevarlas consigo, en el cual el ángel sostiene a la más pequeña y le está dando el brazo a la que es más grande,  etcétera. 
Otras tumbas de personajes históricos:
- Enrico Massi
- Francisco Morazán

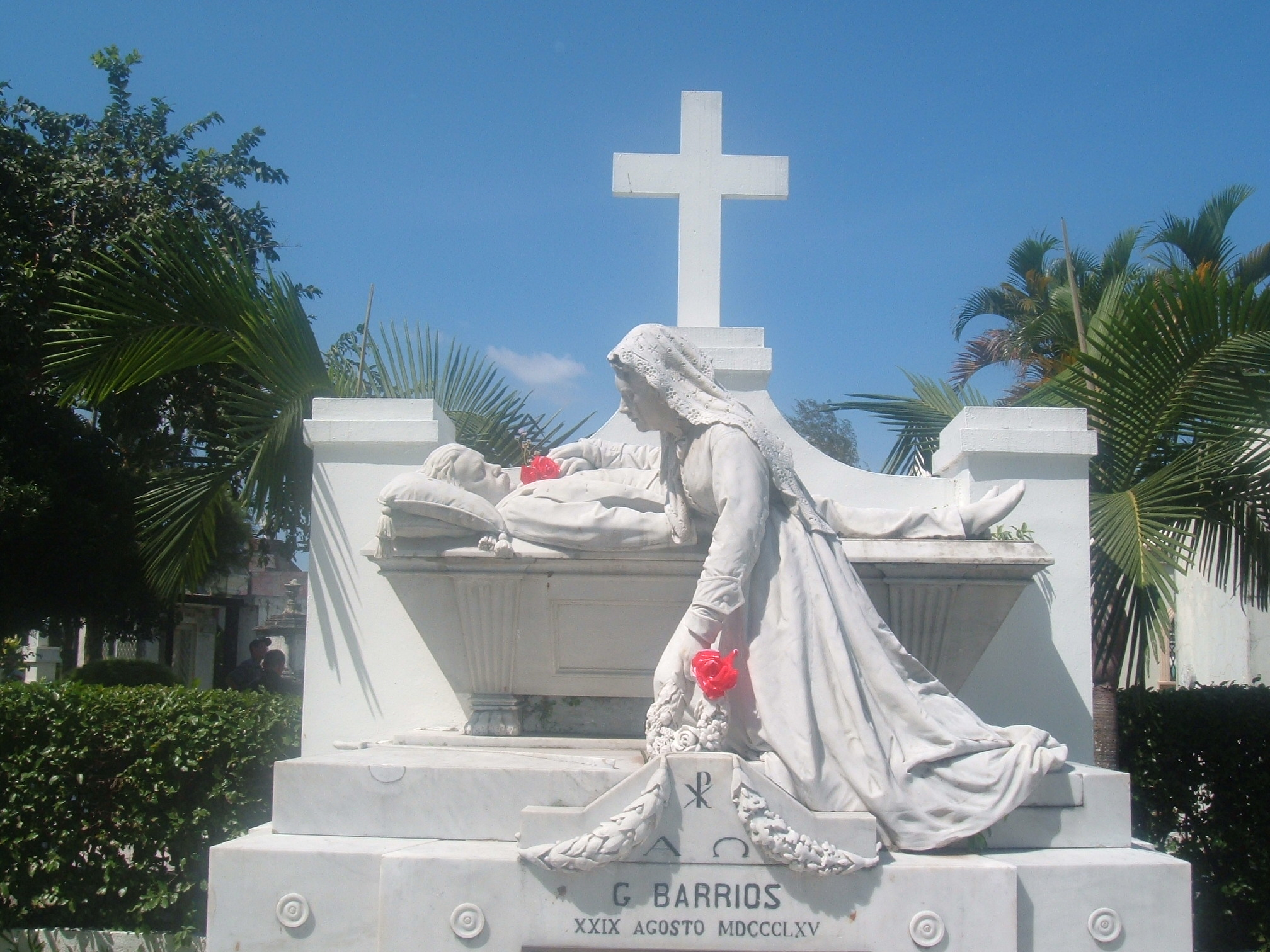
Esculturas del Capitán General Gerardo Barrios y su esposa, Adelaida Guzmán de Barrios, en la tumba del militar.

- Gerardo Barrios (Monumento Nacional)
- Salvador Mendieta
- Manuel Enrique Araujo
- Arturo Ambrogi
- Alfredo Espino
- Benjamín Bloom
- Schafik Hándal
- Roberto d'Aubuisson
- Salvador Salazar Arrué, "Salarrué"
- Claudia Lars
- Agustín Barrios Mangoré (Monumento Nacional)
- Morena Celarié
- Jacobo Árbenz (enterrado entre 1971 y 1995, posteriormente repatriado a Guatemala)
- Ricardo Trigueros de León
- Carlota de León viuda de Trigueros

Existe una moción en la Asamblea Legislativa, desde el año 2001, para convertir este espacio en Patrimonio Cultural, pero hasta la fecha no ha prosperado. Debido a actos vandálicos y las inclemencias del tiempo, muchas figuras han sido arrancadas o lucen un franco deterioro. Sin embargo, la alcaldía de la ciudad de San Salvador emitió una ordenanza en el año 2009 declarando esta sección como «zona protegida».

## Miscelánea

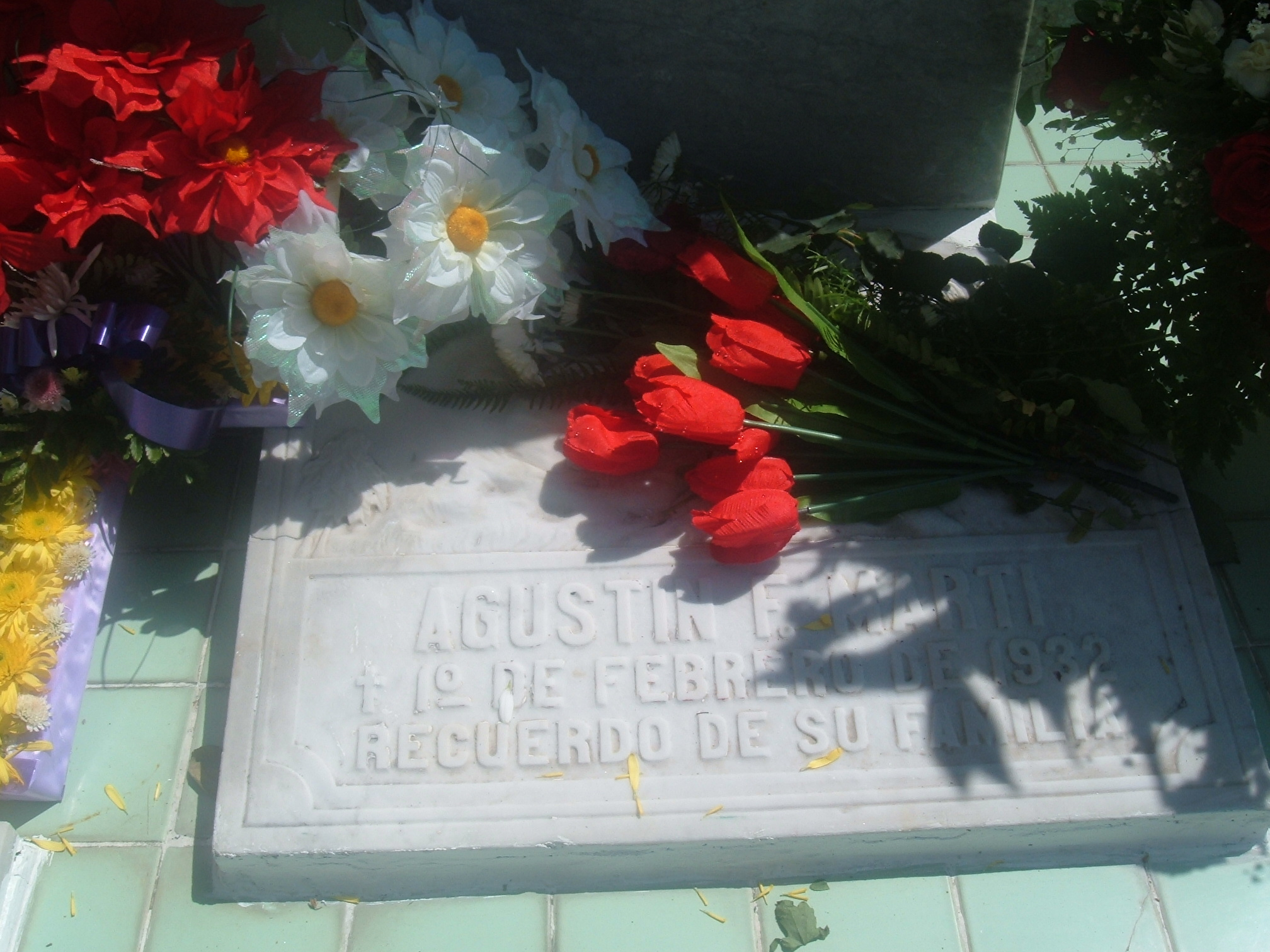
Lápida de Farabundo Martí en el Cementerio de Los Ilustres (en San Salvador).

*Justo al lado de esta sección se encuentra el "Cuadro Masferrer", que alberga los restos del escritor Alberto Masferrer y del histórico líder del Partido Comunista Salvadoreño Agustín Farabundo Martí. En el lado opuesto a este campo, cruzando una calle, también hay una sección para la comunidad judía, a la par de esta se encuentra el Cementerio Las Parcelas.
- El Cementerio de La Bermeja es la contraparte de este camposanto, pues es el sitio de descanso de los restos de personas de sectores populares de la localidad.

## Galería

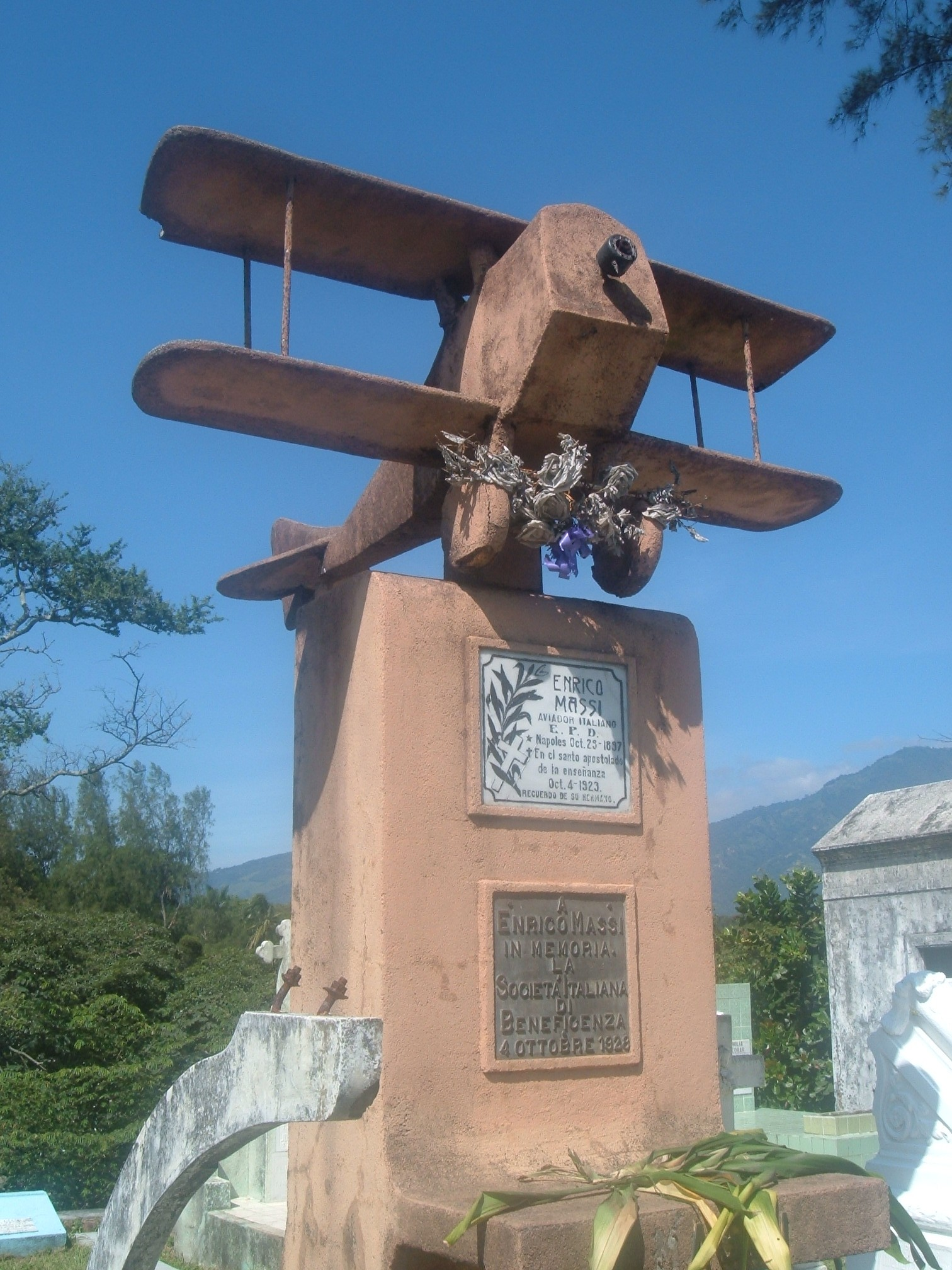
Tumba de Enrico Massi.
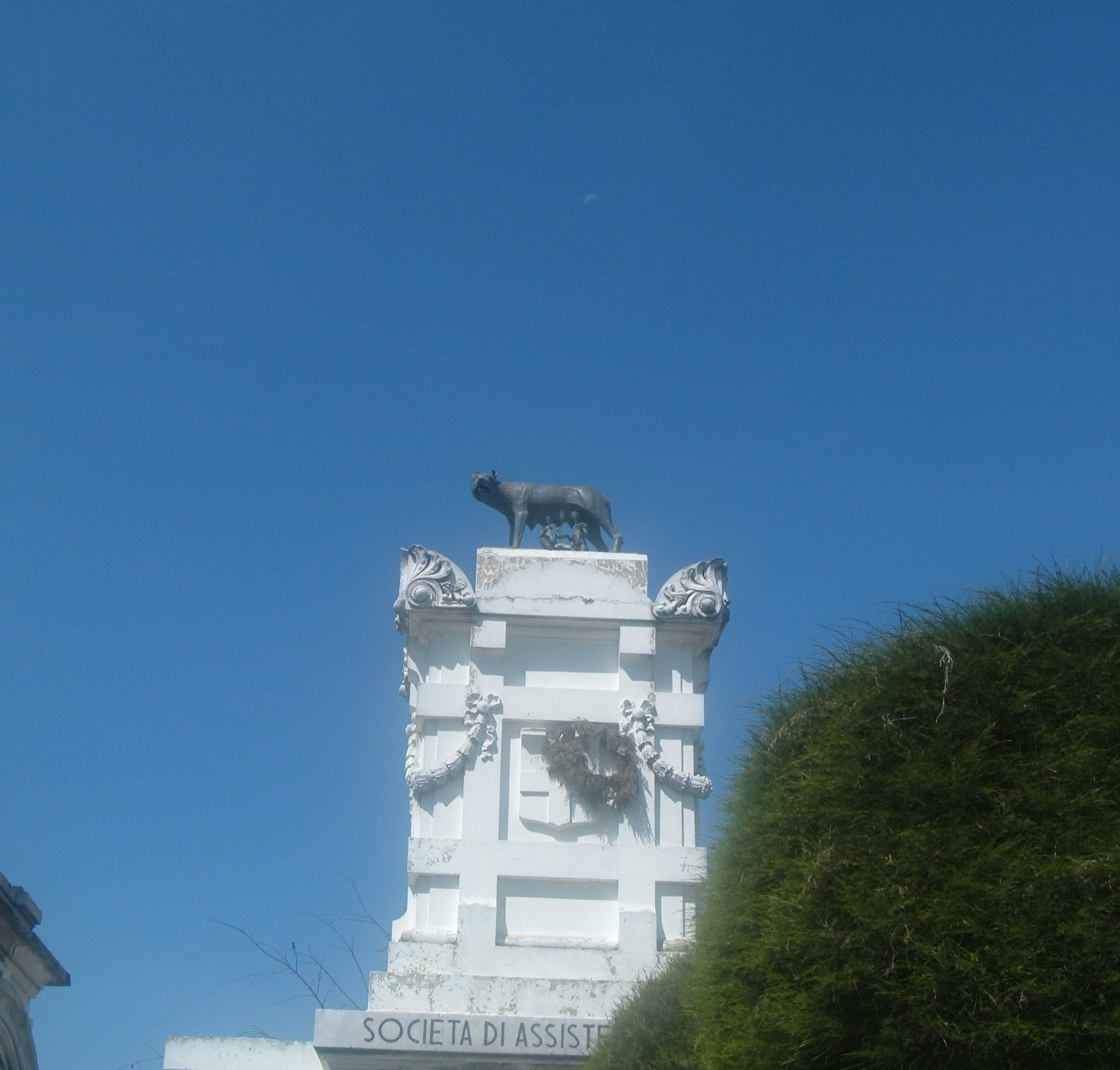
"Mausoleo de la Asistenzza Italiana, La loba alimentando a Rómulo y Remo"
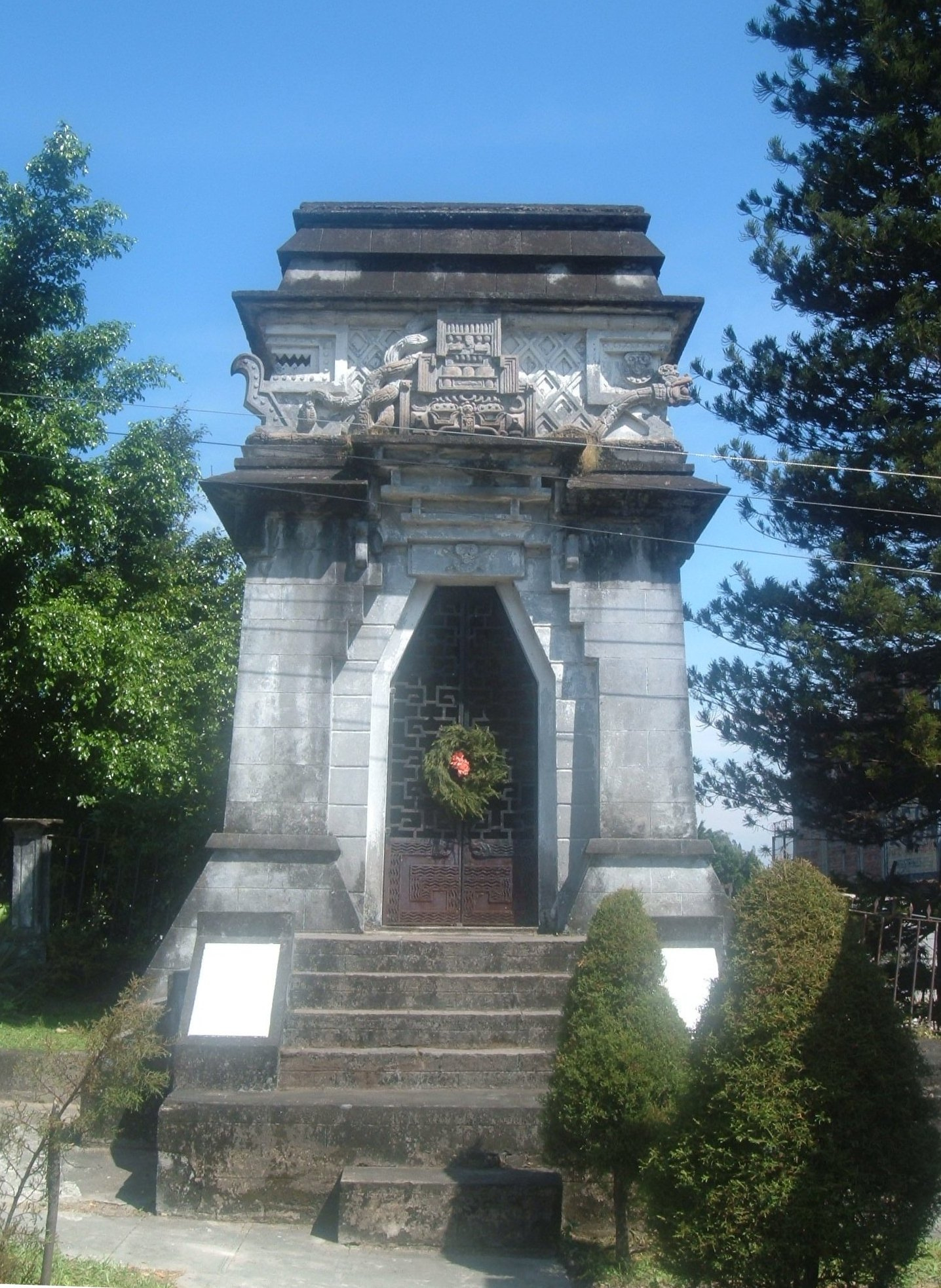
Tumba con motivos Mayas.
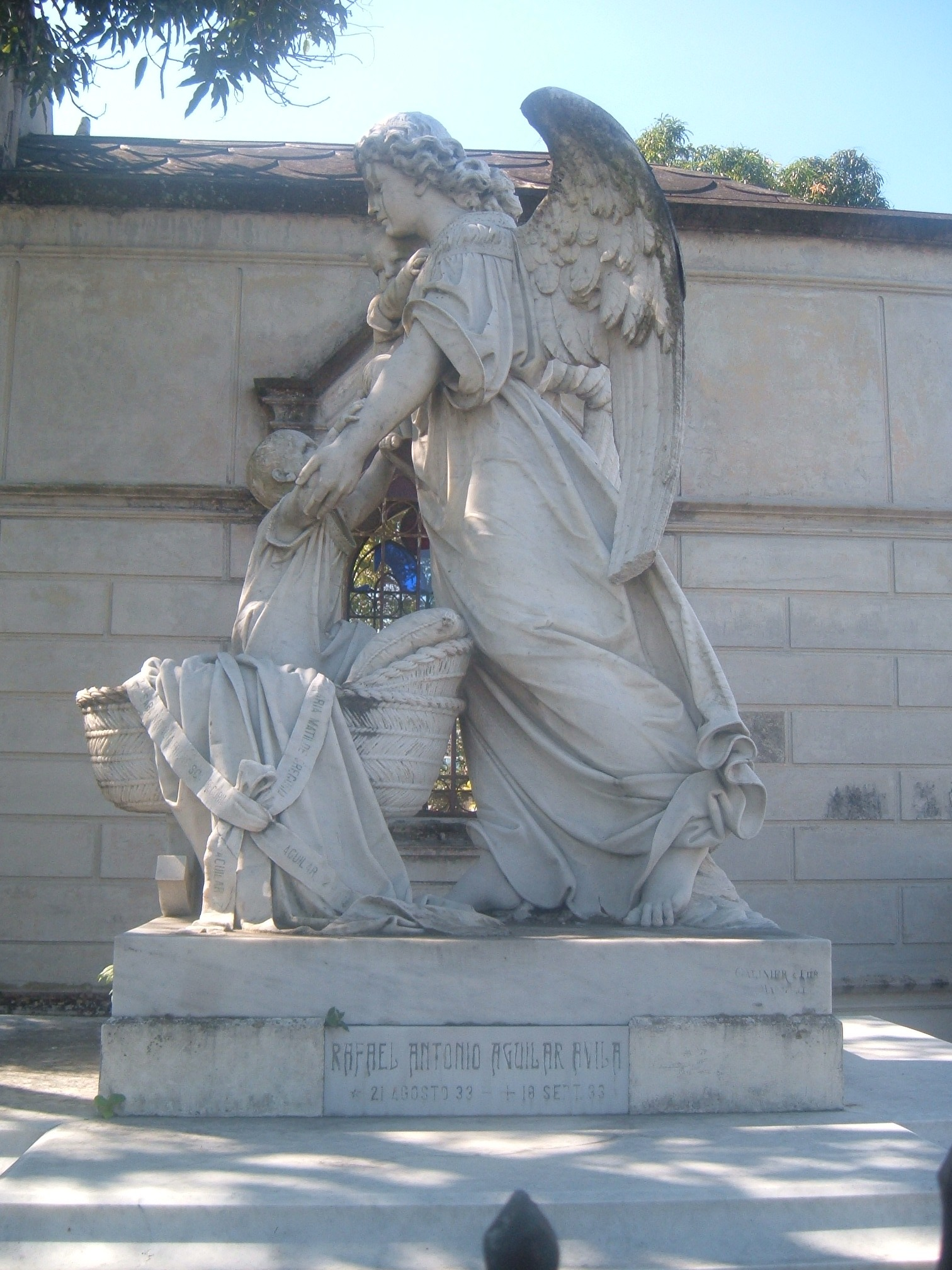
"Los Gemelos".
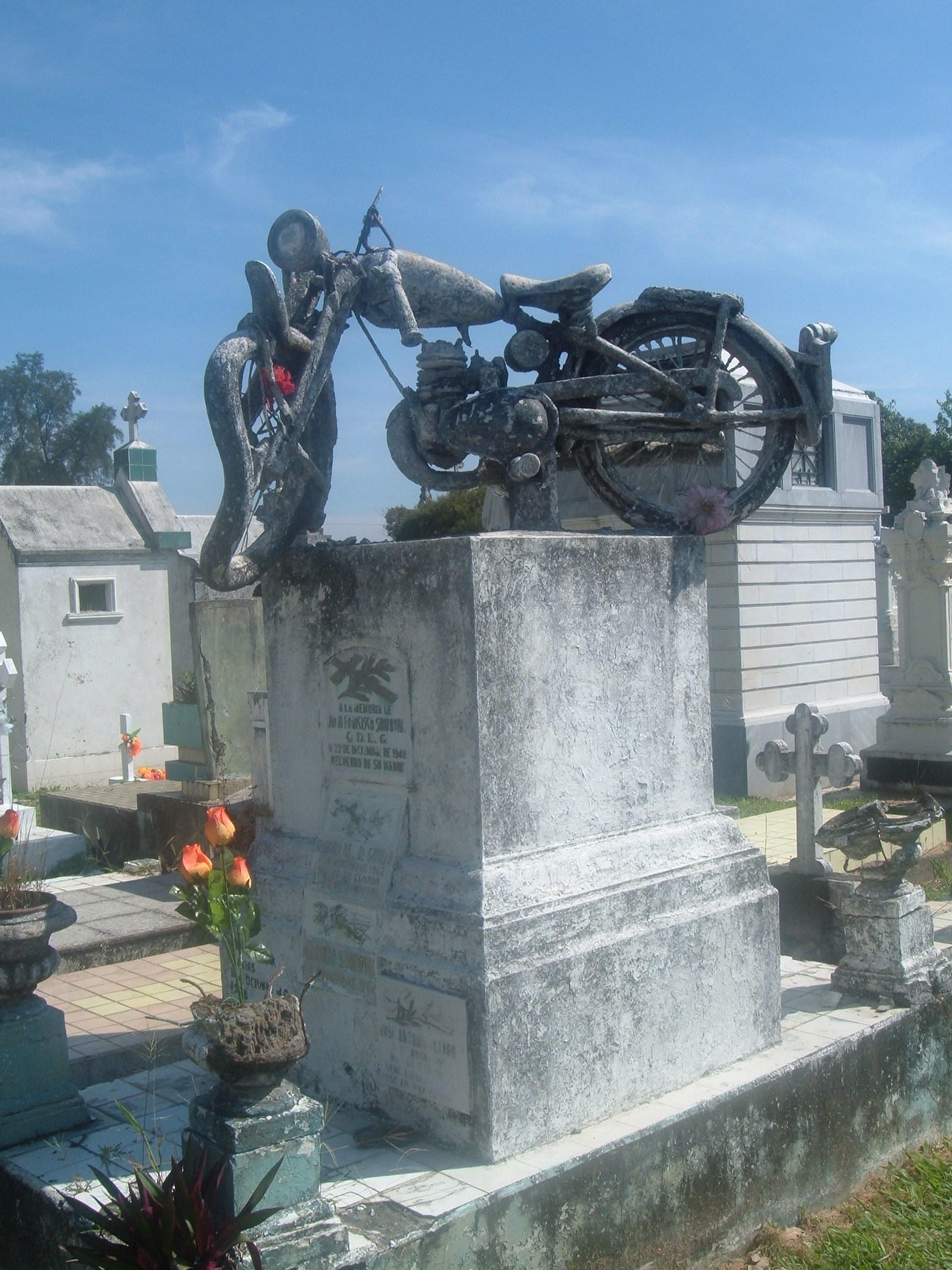
Motocicleta encima de un sepulcro.
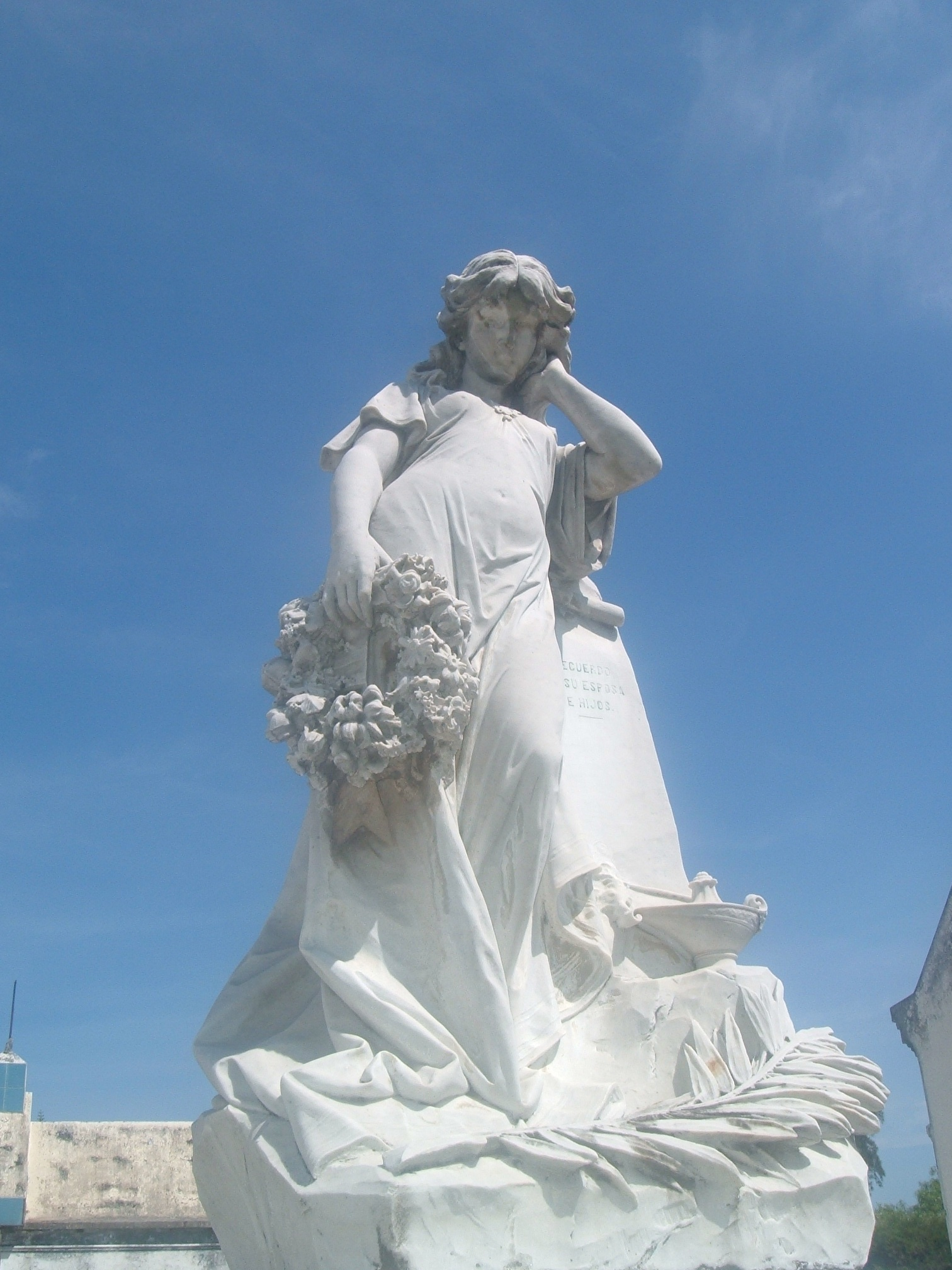
Ángel en pose meditativa.
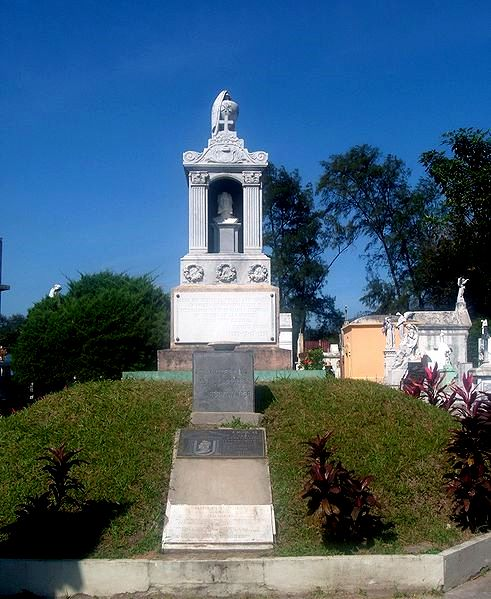
Tumba de Francisco Morazán.
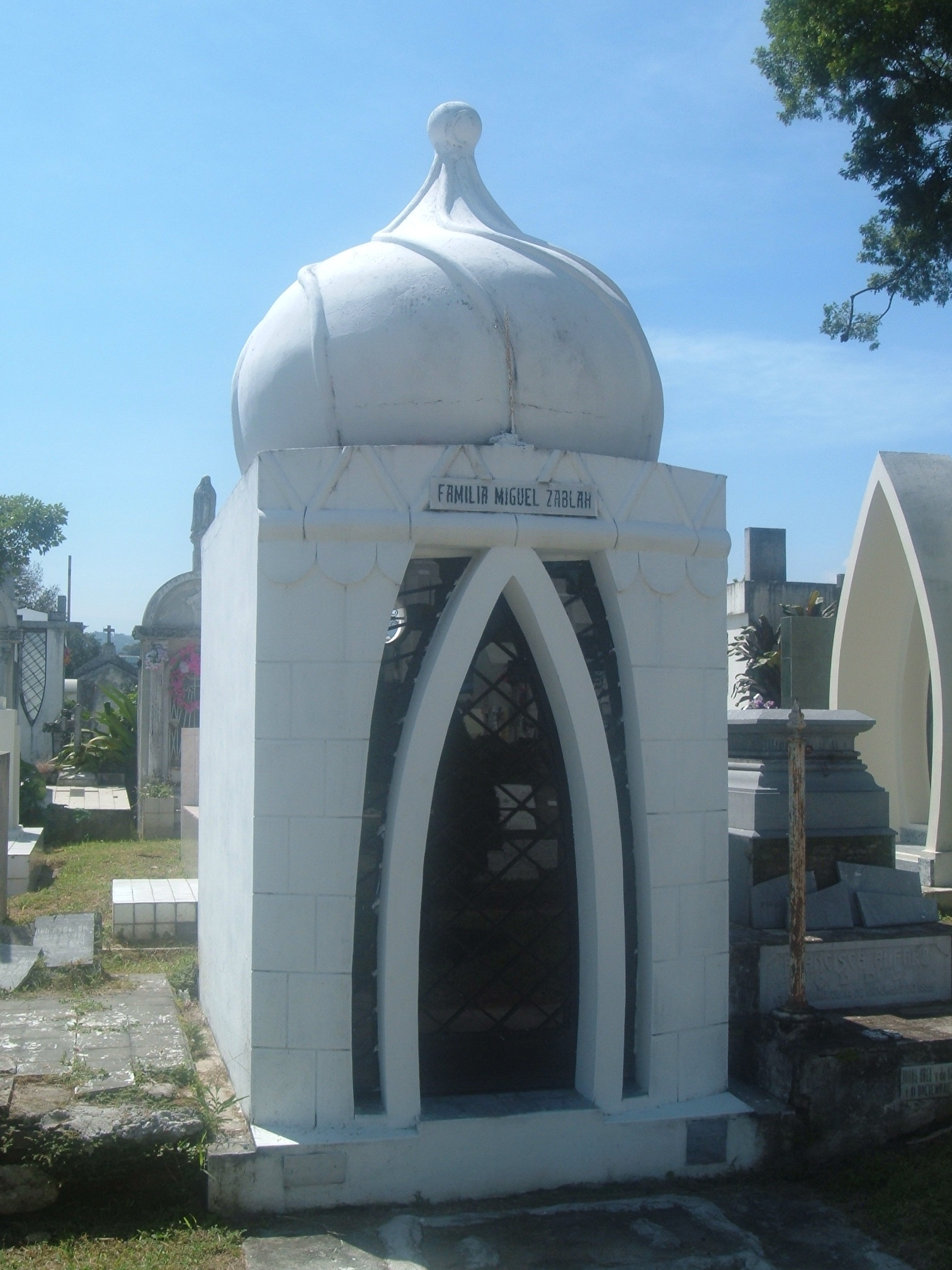
Tumba con motivos árabes.
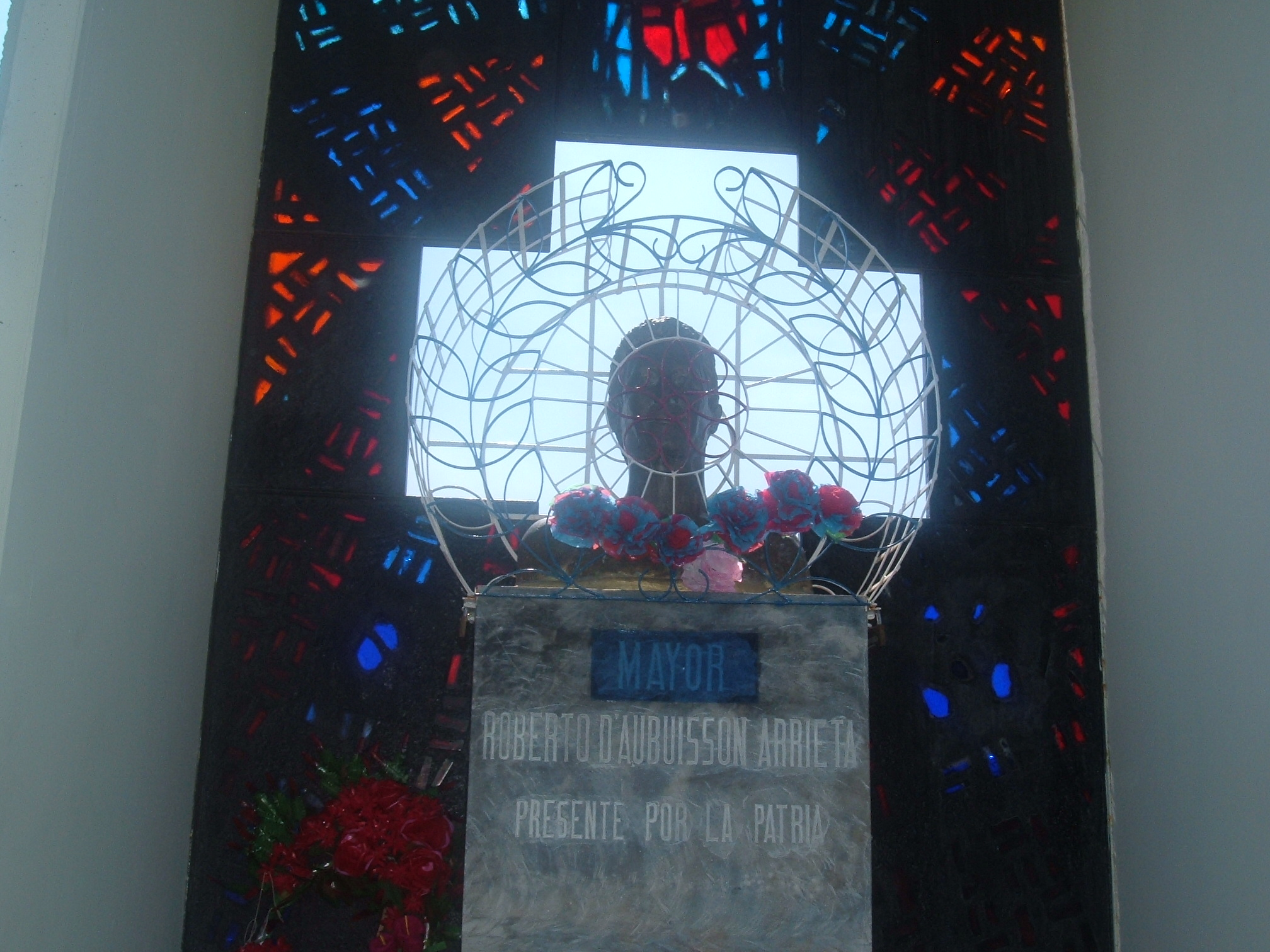
Tumba de Roberto d'Aubuisson.
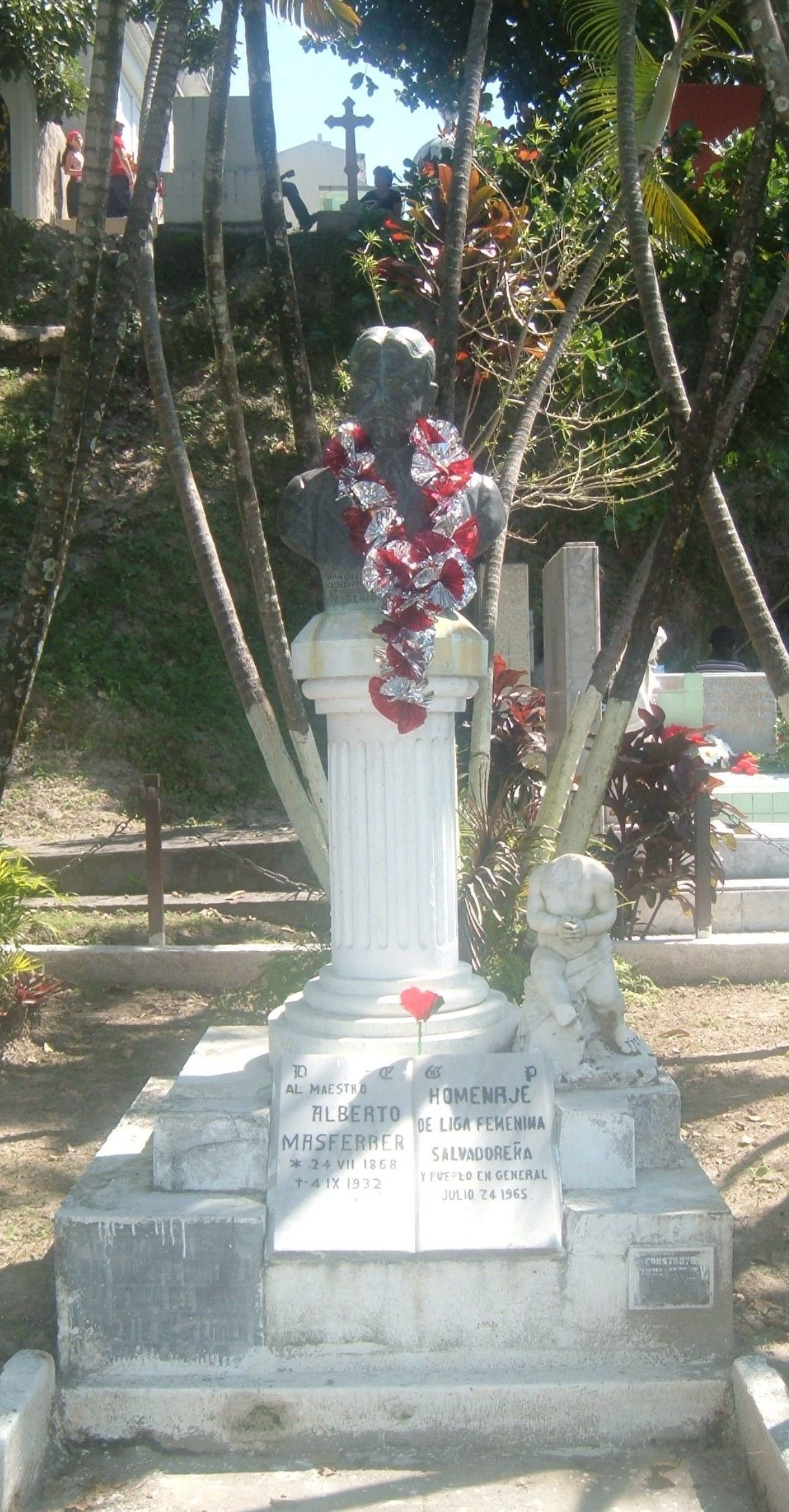
Tumba de Alberto Masferrer.
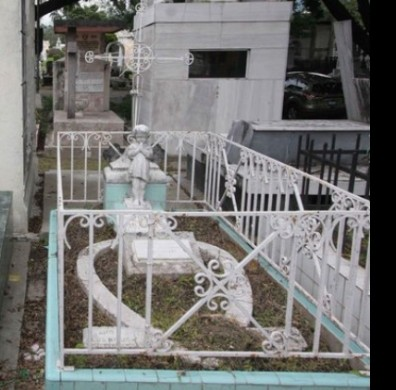
Tumba de Salvador Salazar Arrué (Salarrue)
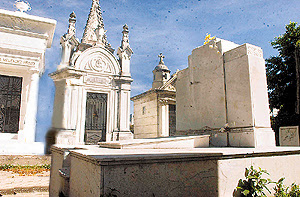
Tumba del general Maximiliano Hernández Martínez
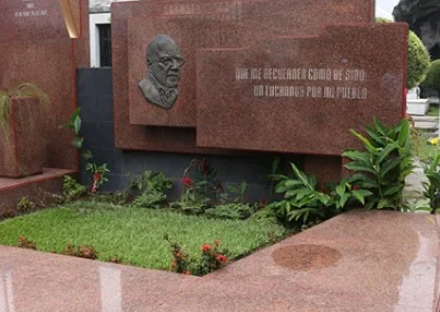
Tumba De Shafik Handal
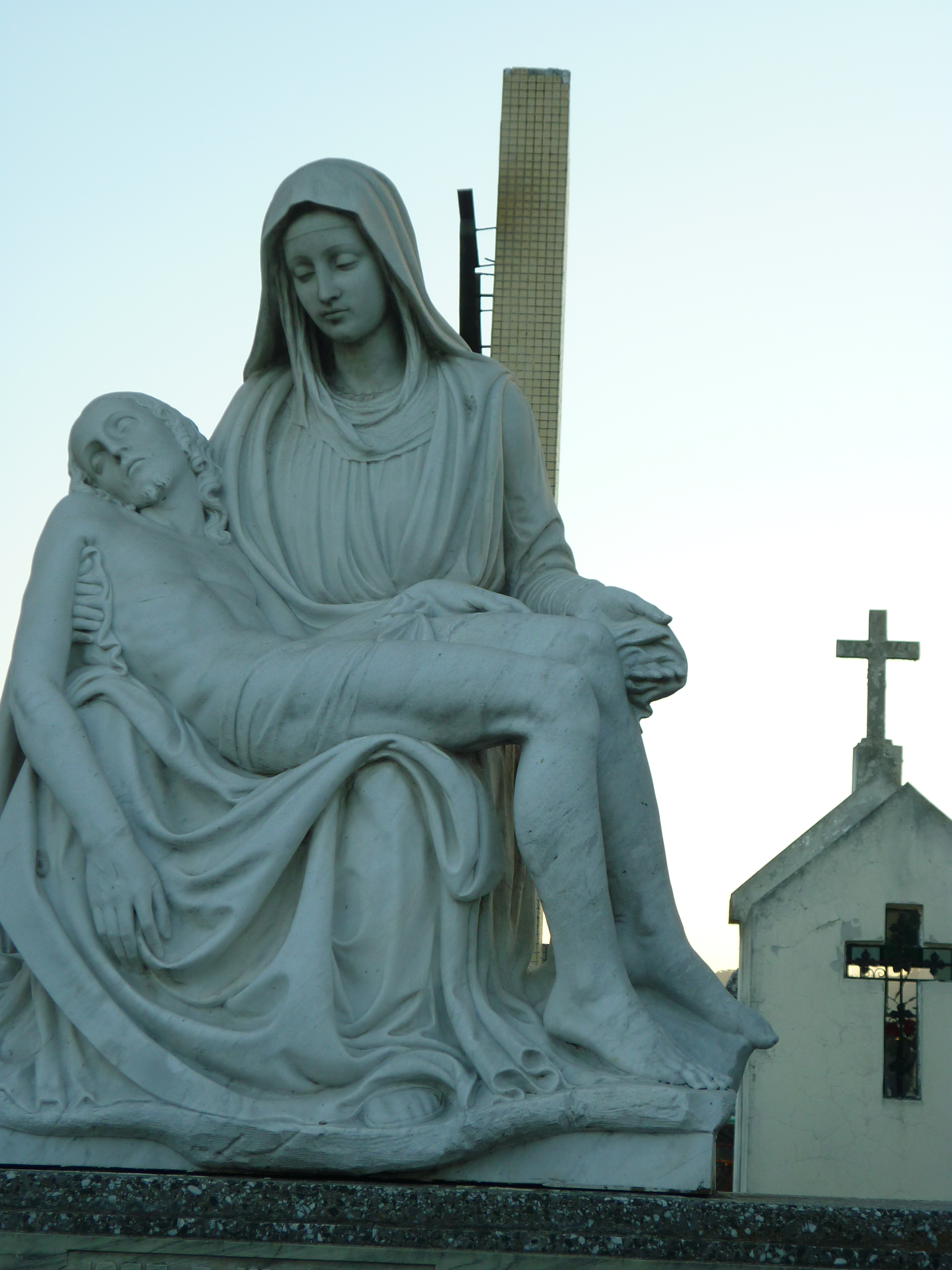
La pieta (La piedad.) de Miguel Angel
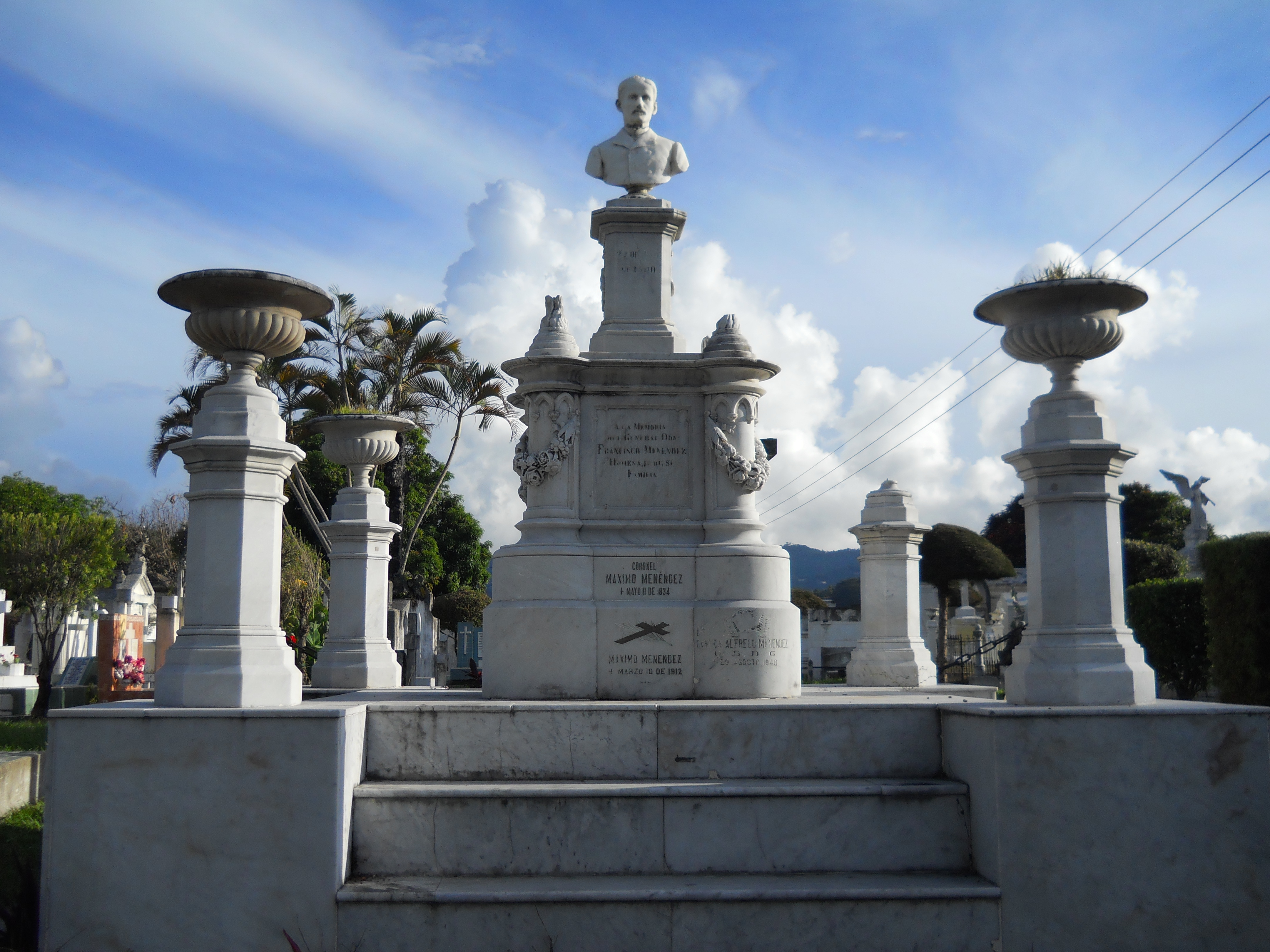
Tumba del General Francisco Menendez